# Liste der Kulturdenkmäler in Cramberg
In der Liste der Kulturdenkmäler in Cramberg sind alle Kulturdenkmäler der rheinland-pfälzischen Ortsgemeinde Cramberg aufgeführt. Grundlage ist die Denkmalliste des Landes Rheinland-Pfalz (Stand: 8. Dezember 2023).

## Denkmalzonen
| Bezeichnung                    | Lage                                    | Baujahr         | Beschreibung                                                                 | Bild                           |
| ------------------------------ | --------------------------------------- | --------------- | ---------------------------------------------------------------------------- | ------------------------------ |
| Denkmalzone Jüdischer Friedhof | nordwestlich des Ortes am Waldrand Lage | 17. Jahrhundert | Wald- und Wiesengelände mit etwa 60 Grabsteinen, im 17. Jahrhundert angelegt | weitere Bilder Fotos hochladen |

## Einzeldenkmäler
| Bezeichnung              | Lage                               | Baujahr                            | Beschreibung | Bild                           |
| ------------------------ | ---------------------------------- | ---------------------------------- | --- | ------------------------------ |
| Scheune                  | Burgstraße, zu Nr. 2 Lage          | 17. Jahrhundert                    | Fachwerkscheune, wohl noch aus dem 17. Jahrhundert                                                                                             | BW                             |
| Wohnhaus                 | Eckerstraße 4 Lage                 |                                    | Wohnhaus, verkleidet | BW                             |
| Wohnhaus                 | Eulengasse 1 Lage                  | 18. Jahrhundert                    | Fachwerkhaus, teilweise massiv, 18. Jahrhundert                                                                                                | BW                             |
| Wohnhaus                 | Eulengasse 4 Lage                  | 18. Jahrhundert                    | Fachwerkhaus, teilweise massiv und verschiefert, 18. Jahrhundert; gusseiserner Pumpbrunnen, zweite Hälfte des 19. Jahrhunderts                 | BW                             |
| Hofanlage                | Eulengasse 9 Lage                  | 17. oder 18. Jahrhundert           | Streckhof; Fachwerkhaus, teilweise massiv, verputzt, wohl aus dem 17. oder 18. Jahrhundert, Fachwerkscheune, teilweise massiv, bezeichnet 1780 | BW                             |
| Hofanlage                | Hauptstraße 1 Lage                 | spätes 19. Jahrhundert             | kleiner Streckhof, ausgehendes 19. Jahrhundert                                                                                                 | BW                             |
| Wohnhaus                 | Hauptstraße 9 Lage                 | erste Hälfte des 19. Jahrhunderts  | Fachwerkhaus, erste Hälfte des 19. Jahrhunderts                                                                                                | Fotos hochladen                |
| Wohnhaus                 | Hauptstraße 12 Lage                |                                    | Fachwerkhaus, teilweise massiv | BW                             |
| Evangelische Pfarrkirche | Hauptstraße 14 Lage                | 1791                               | großer Mansarddachbau, 1791 | Fotos hochladen                |
| Wohnhaus                 | Hauptstraße 15 Lage                | 17. oder 18. Jahrhundert           | Fachwerkhaus, teilweise massiv, verputzt, wohl aus dem 17. oder 18. Jahrhundert                                                                | BW                             |
| Wohnhaus                 | Hauptstraße 18 Lage                | 19. Jahrhundert                    | Fachwerkhaus, verkleidet, wohl aus dem 19. Jahrhundert                                                                                         | BW                             |
| Stollenborn              | Hauptstraße, Ecke Borngasse Lage   | zweite Hälfte des 19. Jahrhunderts | gusseiserner Pumpbrunnen mit Bruchstein-Brunnenstube, zweite Hälfte des 19. Jahrhunderts                                                       | weitere Bilder Fotos hochladen |
| Dorfbrunnen              | Hauptstraße, Ecke Eckerstraße Lage | zweite Hälfte des 19. Jahrhunderts | gusseiserner Pumpbrunnen, zweite Hälfte des 19. Jahrhunderts                                                                                   | BW                             |
| Wohnhaus                 | Johannisgasse 2 Lage               | 18. Jahrhundert                    | Fachwerkhaus, teilweise massiv und verschiefert, 18. Jahrhundert                                                                               | BW                             |
| Wohnhaus                 | Johannisgasse 3 Lage               | 18. Jahrhundert                    | Fachwerkhaus, teilweise massiv, 18. Jahrhundert                                                                                                | BW                             |
| Wohnhaus                 | Johannisgasse 5 Lage               | 18. Jahrhundert                    | Fachwerkhaus, teilweise massiv, 18. Jahrhundert                                                                                                | BW                             |
| Wohnhaus                 | Marktgärtenstraße 8 Lage           |                                    | verändertes und erweitertes Wohnhaus | BW                             |
| Wohnhaus                 | Marktgärtenstraße 10 Lage          | spätes 19. Jahrhundert             | kleines Fachwerkhaus, spätes 19. Jahrhundert                                                                                                   | BW                             |
| Spritzenhaus             | Oberstraße 1 Lage                  | 19. Jahrhundert                    | Fachwerkbau, Walmdach, 19. Jahrhundert; gusseiserner Pumpbrunnen, zweite Hälfte des 19. Jahrhunderts                                           | BW                             |
| Wohnhaus                 | Oberstraße 4 Lage                  | 18. Jahrhundert                    | Fachwerkhaus, teilweise massiv und verputzt, 18. Jahrhundert                                                                                   | BW                             |
| Wohnhaus                 | Pfarrgasse 3 Lage                  | 17. oder 18. Jahrhundert           | Fachwerkhaus, verputzt und verkleidet, wohl aus dem 17. oder 18. Jahrhundert                                                                   | BW                             |
| Wohnhaus                 | Sackgasse 3 Lage                   | 18. Jahrhundert                    | Fachwerkhaus, teilweise massiv und verputzt, 18. Jahrhundert                                                                                   | BW                             |
| Wohnhaus                 | Sackgasse 4 Lage                   | frühes 19. Jahrhundert             | Fachwerkhaus, wohl aus dem frühen 19. Jahrhundert                                                                                              | BW                             |
| Tunnelportal             | östlich des Ortes Lage             |                                    | Tunnelportal der Lahntalbahn; Sandsteinportal mit Zinnenkranz, Flankentürmchen                                                                 | BW                             |
| Tunnelportal             | südöstlich des Ortes Lage          |                                    | Tunnelportal der Lahntalbahn; Sandsteinportal mit Zinnenkranz, Flankentürmchen                                                                 | Fotos hochladen                |
| Kraftwerk                | südöstlich des Ortes Lage          | 1927                               | breitgelagerter Walmdachbau, 1927 | weitere Bilder Fotos hochladen |